# 广西城市职业大学
广西城市职业大学是中华人民共和国的一所全日制本科民办普通高等职业学校，位于广西壮族自治区崇左市。
2005年3月，广西城市职业学院成立。2018年，升格为广西城市职业学院（本科）。2019年5月，更名为广西城市职业大学。